# Masashi Nakayama
Masashi Nakayama (Prefectura de Shizuoka, Japó, 23 de setembre de 1967) és un exfutbolista japonès.

## Selecció japonesa
Masashi Nakayama va disputar 53 partits amb la selecció japonesa.